# 甲斐市立竜王西小学校
甲斐市立竜王西小学校（かいしりつ りゅうおうにししょうがっこう）は、山梨県甲斐市玉川にある公立小学校。

## 沿革
- 1983年（昭和58年）04月01日 - 竜王南小学校、玉幡小学校から分離開校[1]。

## 学校周辺
- 玉幡公園（Kai・遊・パーク）

## アクセス
- JR中央本線甲府駅より車で17分。
- JR中央本線竜王駅より車で9分。